# التليشي
التليشي (باللاتينية: Telychian)، وهي ثالث مرحلة والأخيرة من فترة اللاندوفري من العصر السيلوري، حيث امتدت من 438.6  ± 1.0 إلى 432.9  ± 1.2 مليون سنة مضت، لمدة 5.7 مليون سنة تقريبا.

## التسمية
يعود مصطلح التليشي إلى قرية بن لان تليش في ويلز المملكة المتحدة.

## المقطع النموذجي
تقع نقطة ومقطع طبقة الحدود العالمية (GSSP) لبداية التليشي في «قطاع طريق كيفن كيريج» ويلز المملكة المتحدة (51°58′12″N 3°47′24″W / 51.9700°N 3.7900°W). وتم تعريف قاعدة التليشي فوق أنواع عضديات الأرجل أيوسوليا انترميديا (Eocoelia intermedia) وتحت الأنواع التالية من عضديات الأرجل أيوسوليا كورتيسي (Eocoelia curtisi).